# Нахман Майзель
Нахман Майзель (івр. נחמן מייזל, їд. נחמן מייזיל; нар. 1887, Київ — пом. 27 квітня 1966, Алонім) — редактор, літературний критик та історик літератури на їдиш.

## Біографія
Мейзель народився в сільському будинку поблизу міста Києва у благочестивій і заможній єврейській родині, син Сари Хани та рабина Ісраеля, старший брат Гітеля Майзеля (пізніше також став літературним критиком). До 17 років  традиційну освіту  у вчителів. Він одружився з Хіною, дочкою рабина Шломо Га-Коена Аронсона, першого рабина Тель-Авіва.
У 1905 році він опублікував своє перше есе на івриті, після чого протягом кількох років публікував літературні огляди в івритських журналах і газетах. Мейзель розглядав можливість іммігрувати до Палестини та зайнятися сільським господарством. У 1909 почав писати літературні рецензії на твори написані на їдиш. Перша рецензія була на творчість Девіда Баргельсона. У 1912–1914 роках керував книжковим видавництвом «Kiever Farlag» у Києві, водночас був редактором літературного журналу «Di Yiddische Welt». Після Першої світової війни він заснував видавництво в Києві та був одним із засновників Культур-ліги, культурної асоціації їдиш. Він був одним із редакторів «Bicher Welt» («Світ книг») між 1919 і 1920 роками.
З падінням Української Народної Республіки він переїхав до Варшави, столиці Польщі, і там у 1921 році відновив діяльність Культур-ліги. У 1925–1938 роках був членом редколегії та редактором літературного журналу «Literarishe Bleter». У 1934 році він опублікував книгу про Хаїма Нахмана Бяліка «Bialik (Zein Life on Schopen)», видану Farlag Graschen-Biblatek, Варшава. У 1936 році він відвідав Палестину, згодом опублікував свої враження у книзі «Teg on Necht in Emek» («Дні та ночі в долині [Ізраель]»; 1937).
У грудні 1937 року він емігрував до США, де був секретарем і членом правління Yiddishcher Kultur-Parband і був редактором щомісячника «Yidisher Kultur».
У 1964 році він іммігрував до Ізраїлю та оселився в кібуці Алонім, неподалік від членів своєї родини, де помер у 1966 році у віці 79 років і був похований. Його син Дов Майзель був одним із засновників кібуцу.